# J & G Thomson
«J. & G. Thomson» або «James and George Thomson», а з 1890 року «J. & G. Thomson Ltd.» - компанія морських інженерів, братів Джеймса та Джорджа Томпсонів, яка була заснована в 1845 році в Глазго, Велика Британія. Компанія спочатку займалася інженерними роботами, виробництвом двигунів та інших машин для пароплавів. У 1851 році була відкрита верф «J. and G. Thomson», яка будувала пароплави. Компанія проіснувала до 1897 року.

## Чим цікава ця компанія
1. Відомий новатор в суднобудуванні Едвард Джеймс Харланд до заснування своєї верфі працював на верфі «J. & G. Thomson».
2. Верф «J. & G. Thomson» випускала судна для таких відомих компаній, як «David Hutcheson & Co.», «John Bibby & Sons», «British & North American Royal Mail Steam Packet Company» («Cunard» з 1878 року), «Inman Line», «Red Star Line» та інші.
3. Верф «J. & G. Thomson» дала життя відомим суднобудівним компаніям (верфям) «Harland & Wolff» (спочатку була «E. J. Harland & Co. Ltd.»), «John Brown & Company».
4. На цій верфі був побудований броненосний крейсер Chiyoda для Імператорського військово-морського флоту Японії, який 27 січня 1904 року брав участь у бою проти крейсера «Варяг» і канонерського човна «Кореєць» у Чемульпо. Chiyoda також брав пасивну участь в Цусимській битві, тому що застарів к тому часу, та участь в інших баталіях в часи Російсько-японської війни.
5. «J. & G. Thomson» збудувала пароплав Sicilia для італійської компанії, який першим з італійських пароплавів перетнув Атлантику від Італії до Нью-Йорку.
6. «J. & G. Thomson» збудувала досить багато пароплавів, які стали рекордсменами Блакитної Стрічці Атлантики.
7. Ця компанія мала позитивні результати в подовжуванні пароплавів.
8. Досить багато побудованих компанією «J. & G. Thomson» пароплавів перепродали в "блокадні бігуни" для прориву блокади Конфедеративних Штатів.
9. В останні роки компанія будувала кораблі для Королівського військово-морського флоту Великої Британії.

## Історія

### «J. and G. Thomson»
- 1845 рік - Фірма з інженерних робіт була заснована Джеймсом і Джорджом Томсонами за адресою вулиця Фіністин (англ. Finnieston) в Глазго.[1]
- 1847 рік - Заснован їх ливарний завод в Андерстон (англ. Anderston), Глазго. Двигун та котельні займали площу 2½ акрів; дизайн багато в чому скопіювали зі старих робочих підприємств Роберта Нейпіа (англ. Robert Napier) – Вулкан (англ. Vulcan) і Лансфілд (англ. Lancefield) ливарні заводи; підйом і обробка частин машин була виконана майже повністю ручною працею; перевезення машин спиралися на великі бригади чоловіків і хлопчиків.[1]

Перша машина для пароплава була зроблена на ливарному заводі Клайдбанку - це був один шпиль з двигуном 50 HP для «West Highland trade», що належав до «G. and J. Burns».
У 1840-х Густав Крістіан Швабе став молодшим партнером в судноплавній компанії «John Bibby & Sons», яка базувалася в Ліверпулі. У той же час Швабе зустрівся з Едвардом Харланд, тоді Харланд був учнем в "Robert Stephenson and Company" в Ньюкасл-апон-Тайн.
- 1851 рік - 
  - Брати Томпсони відкрили, після їх ливарного виробництва в Глазго, верф в Кесник (англ. Cessnock) під назвою «J. and G. Thomson». Стара за будівлею верф в Гоуван (англ. Govan) займала площу близько 3 гектарів. Обидві будівлі (верф та ливарне виробництво) зайняли близько 1500, коли повністю вступили в лад. Цього року «J. and G. Thomson» найняла 200 чоловік.[1] Густав Крістіан Швабе домовився, щоб морські інженери «J. & G. Thomson», які будували кораблі для «John Bibby & Sons», найняли Харланда.[4]
  - Гвинтовий пароплав Tiber побудувала в 1851 році компанія «J. Reid & Co. Ltd.». Ось що писав про цей пароплав Едвард Джеймс Харланд: "... пароплав для «Bibby and Co» на Клайді, суднобудівник пан Джон Рід (англ. John Read), а двигуни від «J. and G. Thomson», в той час я був з ними (з Томсонами). Пароплав розглядався на предмет екстремальної довжини, яка була 235 футів, в пропорції до ширини, яка була 29 футів. Серйозні побоювання, чи зможе судно встояти в бурхливому морі, були викинуті. Думали, що кораблі в таких пропорціях можуть згинатися і навіть небезпечні. Проте, на мій погляд здавалося, що пароплав мав великий успіх. З цього часу я почав думати і працював над перевагами і недоліками такого судна, розглядаючи це з точок зору судновласника і будівельника. Результат мав перевагу на користь власника судна, і це спричинило труднощі в будівництві відносно суднобудівельника. Однак ці труднощі, я думав, можуть бути легко подолані."[5]
  - Першим судном, яке почали будувати на верфі в Гоуван, був Mountaineer для «West Highland trade», що належала «David Hutcheson and Co.»[1] На верфі будували одразу кілька суден.[5]
- 1852 рік - В травні спустили на воду перший пароплав Jackal.[1]
- 1852-1853 роки -
  - Деякі джерела вказують, що Mountaineer був збудований в 1853 році,[5] але це може бути завдяки подовженню судна чи рік вступу судна в дію.
  - Побудовано три пасажирських пароплава для «John Bibby & Sons». «J. & G. Thomson» швидко завоювала репутацію з створенню престижних пасажирських суден. Надалі побудовано близько сорока пасажирських пароплавів, головним чином для Атлантичного поштового зв'язку для «Cunard» і «G. and J. Burns».[1]
- У ті часи конкуренція щодо швидкості пароплавів збудованих в Клайді була дуже напруженою. Головне місце серед конкурентів займав Девід Хатчінсон, який, хоча і був в захваті від побудованого Томпсонами в 1853 році пароплава Mountaineer, не вагався в рішенні подовжити його в сторону носа, щоб зробити ніс більш гострим для забезпечення панування пароплава в швидкості під час подальшого сезону. Результати були задовільними.[5]
- У 1853 році Едвард Джеймс Харланд повернувся в Ньюкасл, де влаштувався на роботу на верф біля річки Тайн.[2] Надалі Едвард Джеймс Харланд працював ще на одної верфі в Белфасті, у 1856 році заснував свою верф «E. J. Harland & Co. Ltd.» і цей бізнес потім розподілив з племінником Швабе і компанія змінила назву на «Harland & Wolff». До цієї нової суднобудівної компанії перейшов від «J. & G. Thomson Ltd.» клієнт «John Bibby & Sons», - більше «J. & G. Thomson Ltd.» не будувала судна для «John Bibby & Sons».
- У 1854 році на верфі вперше збудували пароплав для «British & North American Royal Mail Steam Packet Company» (з 7 серпня 1878 року «Cunard») - гвинтовий пароплав Jura, який також був подовжений.[5]
- Завдяки задоволеним результатам в подовженні пароплава Mountaineer пароплави росли і росли, доки вони не перетворилися в знамениті Іона і Cambria, які збудували пізніше для «David Hutcheson and Co.» на верфі «J. and G. Thomson».[5]
- 1862 рік - Бразилія. Бурхливий для Бразилії 1862 рік пройшов серед безлічі перипетій. Різні міністерства кілька разів скидалися майже негайно після сформування. Цим міністерствам доводилося розплутувати наслідки зіткнення з Англією, які мали місце в червні попереднього року.[6]
- 1863 рік - «Galbraith & others» з Лондону замовили це судно в «J. & G. Thomson» від імені флоту Конфедератівних штатів. Це торгове судно спустили на воду 29 листопада 1863.[7] Спір з урядом над якістю збірки Pampero призвів до конфіскації судна в грудні 1863.[1][7] Pampero - це південно-американське (бразильське чи уругвайське чи парагвайське) слово, яке означає пампаси. Можливо, що побудований пароплав могли віддати чи продати одній з країн конфлікту навколо Уругвая чи Парагвая. Отже, конфіскацію судна Pampero треба розглядати і з цього боку.

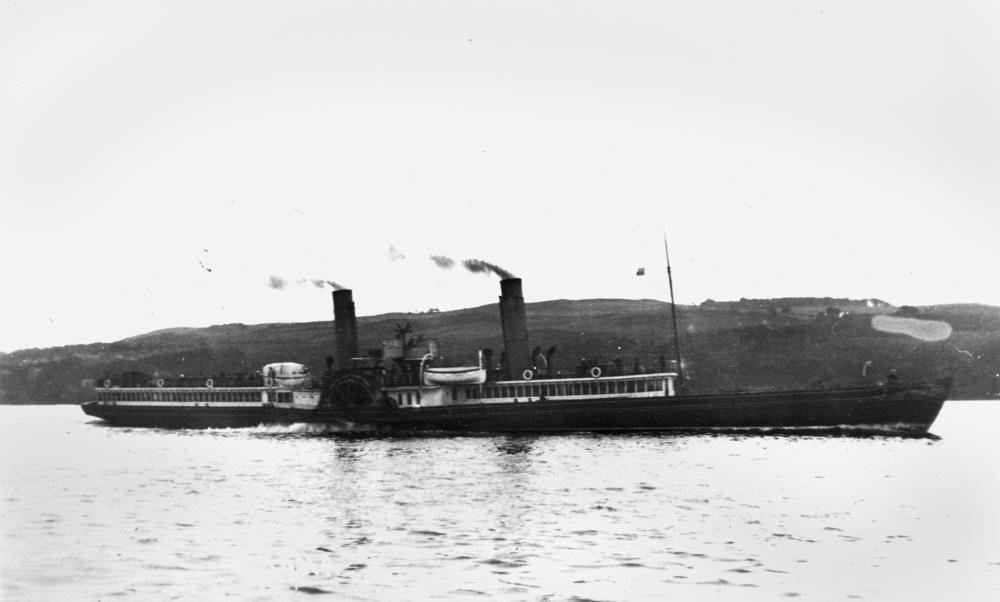
Колісний пароплав компанії Iona, збудований в 1864 році.

- 1863 рік - Джеймс Томсон пішов у відставку; Джордж Томсон взяв на себе бізнес.[8]
- 1864 рік - Побудували колісний пароплав Rio de la Platte, номер 75 за верф'ю, для Річної Інспекції Уругваю.[7]
- 1865 рік - Бразилія. Стан справ був надзвичайно заплутаним. Казна була близька до дефіциту. Були витрачені значні суми на армію, - спочатку на увазі побоювань, породжених зіткненням з Великою Британією, а потім внаслідок чвар з Монтевідео і Парагваєм. Непорозуміння між Бразилією і Англією отримало мирне вирішення. Укладення Договору про Потрійний союз між Бразилією, Урагваєм і Аргентиною 8 травня 1865 року об'єднало ці три країни проти Парагвая і було зустрінуте загальною радістю.[6] У цьому році з верфі «J. & G. Thomson» зійшли на воду 5 суден загальним тоннажем 8790 тонн.[9]
- 1865 рік - І все ж Британський Уряд продав Pampero у 1865 році Військово-морському флоту Чилі. А в 1866 році Чилі перепродала судно Військово-морському флоту Іспанії.
- 1866 рік - 28 червня помер Джордж Томсон (1815-1866) Есквайр, інженер і суднобудівник.[1][8] Бізнес продовжили його два сини.[8]
- 1867 рік - Бразилія. Річка Амозонка була відкрита для всесвітньої торгівлі. Вільний пропуск торгових кораблів всіх національностей в бразильські води великої річки мав величезний вплив на розвиток цивілізації в цих ще пустельних країнах.[6]
- 1870 рік - 14 березня помер Джеймс Томсон (1803-1870).[1][10]
- 1872 рік - Понад 120 суден було створено між 1852 і 1872 роками на верфі «Clyde Bank», що належала «J. and G. Thomson».[11]

### Нова верф компанії «J. and G. Thomson»

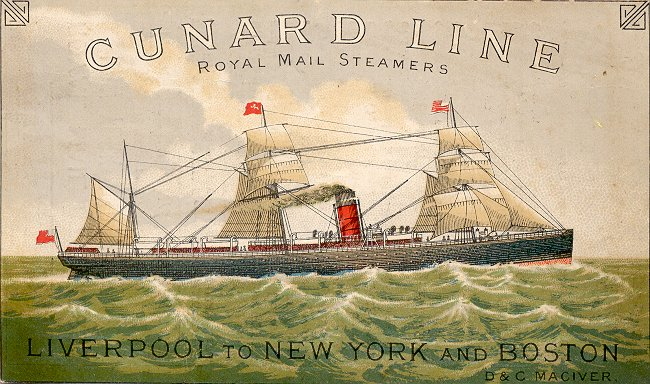
Пасажирський пароплав Bothnia був побудований для «Cunard Line» в 1874 році.

- 1872 рік - В 1872 році згідно примусового замовлення «J. and G. Thomson» були змушені продати верфі «Clyde Bank» у Bankton тресту «Clyde Navigation Trust» за 90000 £, в результаті «J. and G. Thomson» переїхали в нову верф далі вниз за течією в Західний Данбартоншир і взяв з собою назву для нової верфі «Clyde Bank» і ефективно заснувавши місто Клайдбанк. Ця верф компанії «J. and G. Thomson» бідя Клайдбанку в 1899 році стала верф'ю компанії «John Brown & Company».[12]
- 1880 рік - Верф почала перехід від чавуна до сталі для будівництва пароплавів, прибережних пасажирських суден і колісних пароплавів для шотландських і бразильських компаній.[1]
- 1881 рік – Рік пішов на роботи з двигунів. Найнято 3500 робітників.[1]
- 1884 рік - На верфі було побудовано судно America (оснащене як бриг з двома димовими трубами), - це один з багатьох рекордних кораблів, які виграли Блакитну Стрічку Атлантики протягом декількох місяців. Взагалі з верфі вийшло декілька інших суден, які також захопили Блакитну Стрічку.[1]
- 1889 рік - Не бажаючи використовувати французьку верф після катастрофи побудованого на ній бронепалубного крейсера Імператорського флоту Японії Unebi, Імператорський флот Японії розмістив замовлення в «J. and G. Thomson» в Глазго на будівництво нового крейсеру Chiyoda[en].[13] Крейсер Chiyoda[en] був замовлений як заміна нещасливого японського крейсера Unebi[en], і був проплачений завдяки грошовій страховці, яку отримали від французького уряду після зникнення без сліду корабля Unebi в Південно-Китайському морі, на шляху до Японії.[14]
- 1888 рік - Компанія була експонентом (пред'явником) на виставці в Глазго.
- 1889 рік - 15 серпня 1889 року на воду спустили і 7 грудня здали для Red Star Line пасажирський пароплав Friesland. Friesland був визнаний одним з найбезпечніших судів свого часу в зв'язку з тим, що мав подвійне дно і водонепроникні перегородки, за кількістю рятувальних шлюпок і за той факт, що міг прийняти баласт до 1000 тонн води.[15]

### «J. & G. Thomson Ltd.»
- 1890 рік - Компанія взяла обмежений статус[1] і стала зватися «J. & G. Thomson Ltd.», - схоже, що це відбулося завдяки випадку з японським крейсером Unebi[en] і в зв'язку з будуванням броньованого крейсера Chiyoda[en]
- 1890 рік - 3 червня спустили на воду броньований крейсер Chiyoda[en] за японським замовленням, який хоча і вважався бронепалубним, але по суті був броненосним, так як окрім 25-35-мм броньової палуби він ніс 92-мм пояс з хромової стали, поставлений прямо на зовнішню обшивку, який закривав більше половини довжини його корпуса.[16]
- 1890 рік - Пре-дедноутний лінкор HMS Ramillies[en] замовили відповідно до Програми згідно Закону Військово-Морської Оборони 1889 року. Побудували, в тому числі і двигуні, на верфі «J. & G. Thomson Ltd.» і спустили на воду 1 березня 1892 року за ціною трохи більше 900 000 £. Корабель будували на стапелі з мілководним наклоном так, що він ковзав до води вниз 86 хвилин за допомогою колод для штовхання і буксирів, які тягнули судно до води, але часами так повільно, що рух не відчувався людським оком. Тому велика кількість присутніх для спостереження спуску корабля людей пішло до того, як корабель був у воді.[17]
- 1891 рік - Будівництво броньованого крейсера Chiyoda[en] контролювали Араї Юкан (англ. Arai Yukan) і Іджуін Гороо (англ. Ijuin Gorō). 1 січня 1891 року будівнийцтво крейсеру було закінчено і Chiyoda[en] благополучно прибув в Йокосука 5 вересня 1892 року.[13]
- 1891 рік - Щорічний бенкет відбувся в Bath Hotel, Глазго, з президентствующим Джеймсом Р. Томсоном, який посилається на зміни в компанії протягом останніх 25 років.[1]
- 1897 рік - Спад замовлень призвів до того, що сім'я Томпсонів продає верф консорціуму, який перейменовує верф на «Clydebank Engineering and Shipbuilding Co.». Під цім новим ім'ям була побудована ще дюжина кораблів.[1]
- 1899 рік - Верф перейшла до «John Brown and Company, Ltd.», яка була виробником сталі в Шеффілді. Це зміцнило репутацію верфі яка здатна для побудови броньованих пластин. Ціна була 933925 £ (англійські фунти).[18]

## Судна з двигунами компанії «J. & G. Thomson», але суднобудівниками були інші компанії.
| Спуск на воду / Здали | Ім'я Тоннаж Довж./Шир./Осадка | Компанія, яка отримала судно | Тип судна Двигун            | Статус / Доля |
| 1851                  | Tiber BRT=660 190/ 26,5/ feet | Bibby & Co                   | пароплав Швидкість 9 вузлів | Суднобудівник «J. Reid & Co. Ltd.», Порт Глазго, а двигун від «J. & G. Thomson», Глазго. Судно збудували для «Liverpool & Mediterranean Steam Shipping Co.». Було в чартері в 1854-1855 роках, як судно для цілей постачання в Кримській війні. У 1861 році продали «J. S. & J. R. De Wolfe», яка подовжила судно до 224 футів 11 інчів, GRT=924. |

## Судна побудовані компанією «J. & G. Thomson» на верфі в Гоуван (1851-1872).[7][1]
| № за вер-фю | Спуск на воду / Здали      | Ім'я Тоннаж Довж./Шир./Осадка                               | Компанія, яка отримала судно                                                                                                  | Тип судна Двигун | Статус / Доля |
| 1           | 18.03.1852 / 1852          | Jackal BRT=180 127,8/ 20,2/ 9,8 feet                        | Судновласник Charles McIver                                                                                                   | колісний буксир; | Перший пароплав збудований на верфі «J. & G. Thomson». |
| 2           | 01.05.1852 / 1852          | Venus GRT=176; BRT=99 159,2/ 17,1/ 8,2 feet                 | «Allan, Reid, Laird, McKellar & others» («Glasgow, Largs & Millport Union Steam Packet Co»), Глазго                           | залізний колісний пароплав; паровий двигун 90 NHP                                                                    | З 1869 року в компанії «Gillies & Campbell». У 1873 році здали на скрап. |
| 3           | 29.05.1852 / 1852 чи 1853  | Mountaineer BRT=188                                         | «David Hutcheson and Co.» | залізний колісний пароплав;                                                                                          | Перше судно збудоване на верфі «J. & G. Thomson». |
| 4           | 1852                       | Corrier Siciliano (Corriere Siciliano)                      | Судновласник Savil Howes | пароплав; | |
| 5           | 1852                       | Calpe BRT=799                                               | «John Bibby & Sons», Глазго                                                                                                   | пасажир; | У 1868 році затонув. |
| 6           | 27.11.1852 / лютий 1853    | Mona's Queen BRT=397; NRT=295 165/ 25/ 13 feet              | «Isle of Man Steam Packet Company», Дуглас, для «Douglas - Liverpool service»                                                 | колісний пароплав | Зареєстрований в Дугласі 9 лютого 1853 року. У 1880 році сдали на скрап. |
| 7           | 28.03.1853 / квітень 1853  | Chevalier BRT=329 176/ 22/ feet                             | «David Hutcheson & Co.», Глазго                                                                                               | колісний пароплав | Зареєстрували в Глазго 30 квітня 1853 року. 24 листопада 1854 року вискочив на рифи Залізна Скеля (англ. Iron Rock) в протоці Джура (англ. Sound of Jura). |
| 8           | 28.02.1853 / 1853          | Telegraph BRT=820 241/ 27,5/ 15.33 feet                     | «Belfast Steamship Company», Белфаст                                                                                          | залізний пароплав; паровий, коливальний, колісний двигун, 440 NHP. Швидкість 13 вузлів                               | З 1854 до 1855 року брав участь в обслуговуванні Кримської війни. З 1856 в «Chester & Holyhead Railway Co.». З 1859 в «London & North Western Railway Co.». 28 січня 1881 року в тумані сів на мілину біля мису Кулі (англ. Cooley Point), Carlingford Lough, і згодом розпався. У 1881 здали на скрап. |
| 9           | 1853                       | Rhone (I) BRT=856                                           | «John Bibby & Sons», Глазго                                                                                                   | пасажир; | У 1855 році продали |
| 10          | 1853                       | Danube (I) BRT=829                                          | «John Bibby & Sons», Глазго                                                                                                   | пасажир; | У 1855 році продали. |
| 11          | 1854                       | Jura (I) GRT=2200                                           | «British & North American Royal Mail Steam Packet Company» (з 7 серпня 1878 року «Cunard Line»)                               | пасажир; паровий, одно-гвинтовий двигун Швидкість 11 вузлів                                                          | Експлуатували в 1854–1860 роки. Продали Allan Line в 1860 році, сів на мілину біля Ліверпулю в 1864 році. |
| 12          | 16.01.1854 / 1854          | Sicilia BRT=828; NRT=462 220/ 28/ feet                      | «Luigi & Salvatore de Pace (Sicula Transatlantica)», Палермо                                                                  | залізний, пасажирсько-вантажний пароплав; паровий двигун з гвинтом, 250 HP                                           | 25 квітня 1854 року, в передаточному рейсі, зіткнувся з італійським пароплавом Ercolano і затопив його, втрати - 38 життів пасажирів і екіпажу. Потім, у 1854 році, зробив один рейс до Нью-Йорку (перший італійський пароплав, який перетнув Атлантику). Затонув в 60 милях від узбережжя Корк (англ. Cork coast), Ірландія, - 35 членів екіпажу і один пасажир врятовані і доставлені в Ліверпуль.                                                            |
| 13          | 15.05.1854 / 1854          | Wonga Wonga BRT=444 207.2/ 25.3/ feet                       | «Australasian Steam Navigation Company»                                                                                       | пароплав; паровий двигун 270 NHP                                                                                     | У 1868 перебудували (збільшили): GRT=662; довжина 242.9 ft; ширина 27.5 ft. У 1880 здали на скрап. |
| 14          | ???? / 1854                | Telegraph BRT=820 352/ 193,75/ 23 feet                      | «Australasian Steam Navigation Company», Сідней                                                                               | залізний колісний пароплав; паровий, 2-х циліндровий двигун, 220 NHP.                                                | |
| 15          | 15.05.1854 / 15.05.1854    | Kingston BRT=600 175/ 27/ feet                              | Hon John Hamilton, Кінгстон (Онтаріо)                                                                                         | колісний пароплав-яхта; паровий двигун                                                                               | Яхта була відправлена в Канаду 15 травня 1854 і ця дата визнана як день «Спуску на воду». По прибуттю в Канаду переоснащют в Монреалі компанією "Bartley & Dunbar" і 26 листопада 1854 знову спущена на воду. З 1857 в «Canadian Lake & River Line». З 1860 «Canadian Inland Steam Navigation Co». З 1869 «Richelieu & Ontario Navigation Co». Перейменовували в 1872 році на Bavarian, в 1873 році на Algerian, в 1905 році на Cornwall. Ще інформацsя тут - . |
| 16          | ???? / 1854                | Lebanon BRT=444 207.2/ 25.3/ feet                           | «British & North American Royal Mail Steam Packet Company» (з 7 серпня 1878 року «Cunard Line»)                               | пароплав | |
| 17          | ????? / 1855               | Arcadia BRT=1166; NRT=798 240,7/ 30,2/ 25,8 feet            | «George Papayanni & others», Ліверпуль                                                                                        | залізний пароплав | Офіційний номер 1758. |
| ??          | 1855                       | Aerolith BRT=1166; NRT=798 240,7/ 30,2/ 25,8 feet           | R Sloman Hamburg | пасажирсько-вантажний пароплав                                                                                       | |
| ??          | 1855                       | Italian                                                     | «McLean & McLarty Liverpool»                                                                                                  | пасажирсько-вантажний пароплав                                                                                       | |
| 19          | 22/03/1855 / 1855          | Iona BRT=325 225,2/ 20,4/ 9,0/ feet                         | «David Hutcheson & Co.», Глазго                                                                                               | залізний колісний пароплав                                                                                           | З 1862 року перейшов до Henry Lafone - купив з наміром використання в Американській громадянській війні для проривання блокади, але 2 жовтня 1862 року потерпів кораблетрощення біля Гурок після зіткнення з недавно побудованим Chanticleer. |
| 20          | 30.06.1855 / 1855          | Thessalia BRT=1169 257/ 30/ feet                            | «Papayanni & Mussabini» | пароплав | |
| 21          | 28.04.1855 / 1855          | Forth BRT=406 177/ 22/ feet                                 | «Carron Company», Каррон | пароплав | З 1862 року - Barclay Curle. З 1863 - «General Steam Navigation Co.», Лондон. Кораблетрощення: вискочив на берег в туман в річці Маас і повністю втрачений. |
| 22          | 16.06.1855 / 1855          | Clansman GRT414; 185/ 23/ feet                              | «David Hutcheson & Co.», Глазго                                                                                               | колісний папароплав                                                                                                  | Судно використовували для пасажирського сервісу вздовж Західного узбережжя Шотландії. В 1869 році потерпів кораблетрощення біля Санда (англ. Sanda). |
| 23          | 27.09.1855 / 1855          | Ossania BRT=602; NRT=471 213/ 26,3/ 16,5 feet               | «Belfast Screw Steamship Co», Белфаст                                                                                         | залізний пасажирський пароплав                                                                                       | Офіційний номер 6341. З 1858 ?? року в Leith. З 1865 року в «London & Edinburgh Shipping Co», Leith. Втрачений 24 жовтня 1869 року в рейсі Копенгаген-Ньюкасл. |
| 24          | 08.01.1856 / 1856          | Express BRT=499 199/ 24/ feet                               | «London & Edinburgh Shipping Company»                                                                                         | генеральний (неспеціалізований) вантажний пароплав                                                                   | Був перейменований в Aurora, Caprera і останнє ім'я Diana. у 1913 році сдали на скрап біля Барселони. |
| 25          | 25.03.1856 / травень 1856  | James Brown BRT=724; NRT=598 198,8/ 28,5/ 17,7 feet         | Thomas Stirling Begbie, Глазго                                                                                                | залізний пароплав | З 1858 року в «James Brown & Co», Лондон (mgr, J. Brown of Newport and No.1 Coal Exchange, London and Wm Marr of Gloucester and London). У 1859 перейменували в Stromboli і ще декілька разів зміняв власників. |
| 26          | 06.05.1856 / 1856          | Stirling BRT=728; NRT=602 198,8/ 28,5/ 17,7 feet            | T S Begbie, Глазго | пароплав | З 1857 року власник Donald R Macgregor, Leith. З 1878 власник «Wm. Thomson», Leith. Ще міняв власників. |
| 27          | 06.03.1856 / 1856          | Laconia BRT=1982 304/ 31,7/ feet                            | «Papayanni & Mussabini» | пасажирсько-вантажний пароплав; паровий, одно-гвинтовий двигун; швидкість 9 вузлів                                   | У 1870 році перебудованний - збільшили розміри і встановили новий двигун. З 1901 року в «J.R. Ellerman». У 1902 році здан на скрап. |
| 28          | 25.06.1856 / 1856          | Brisbane BRT=102; NRT=65 136,6/ 18,6/ 6,3 feet              | «Australasian Steam Nav Co Ltd», Сідней (Redfern & Alexander?)                                                                | залізний колісний пароплав                                                                                           | З 1879 року в «Illawarra Steam Nav Co», Сідней. |
| 29          | 02.08.1856 / 1856          | Grange BRT=408 175/ 25,2/ feet                              | «Carron Company», Каррон | пароплав | З 1867 - J.E.Swan (Barclay Curle). З 1868 - «Burrell & Co.», Глазго. Кораблетрощення 10 лютого 1873 року біля St.Nazaire - повністю втрачений. |
| 30          | 17.07.1856 / 1856          | Governor Higgison BRT=599; NRT=635 208/ 27,1/ 16,2 feet     | Augustus Sillem, Лондон | залізний пасажирсько-вантажний пароплав                                                                              | З 1857 року власник Alexander P French, Порт Луіс Louis, Маврітіус. З 1858 в «Bay of Bengal SS Co». Ще міняв багато власників. |
| 31          | 11.12.1856 / 1857          | Elizabeth Jane BRT=858; NRT=700 211,5/ 30,6/ 18,0 feet      | «London & Canada Steamship Co» (Thomas Stirling Begbie), Лондон                                                               | залізний пасажирсько-вантажний пароплав швидкість 10 вузлів                                                          | У 1859 році купив Французький військово-морський флот як транспорт, - став моделлю для декількох подальших пароплавів, побудованих у Франції. |
| 32          | 20.12.1856 / 1857          | Etna GRT=339 160/ 22/ feet                                  | «Florio» | колісний пароплав | |
| 33          | 10.06.1857 / 1857          | Australasian GRT=2902 331/ 42/ feet                         | «European and Australian Line» («E&A»)                                                                                        | пасажирський пароплав                                                                                                | Заложили мабуть в 1856 році. У 1857 (1859) в «Cunard Line». Перейменували в Calabria (I). Продали в 1876 році. |
| 34          | 1857                       | No. 1                                                       | «Carron Company», Каррон | ліхтер | |
| 35          | 1857                       | No. 2                                                       | «Carron Company», Каррон | ліхтер | |
| 36          | 19.09.1857 / 1857          | Agia Sofia 1437 тонн                                        | «Papayanni & Mussabini» | залізний пароплав | |
| 37          | 1858                       | Prince Consort GRT=152 135/ 18,1/ 8,3 feet                  | «Aberdeen Leith & Clyde Steam Navigation Company»                                                                             | колісний пароплав | |
| 38          | 13.05.1858 / червень 1858  | Havelock BRT=629; NRT=339 223/ 26/ 14,25 feet               | «Dublin & Glasgow Sailing & Steam Packet Company»                                                                             | залізний колісний пароплав; паровий, бічний важіль коліс, 280 NHP                                                    | Дублін - Глазго пассажирсько-вантажний сервіс. У листопаді 1862 продали для проривання блокади в роки Американської Громадянської війни та перейменували в General Beauregard. |
| 39          | ???? / 1858                | Kaptepia BRT=469 185/ 25/ feet                              | «Papayanni & Mussabini» | пароплав | |
| 40          | 21.08.1858 / вересень 1858 | Heather Bell GRT=152 135/ 18,1/ 8,3 feet                    | «Cristall, Gray & Bateson of Wick»                                                                                            | колісний пароплав | З 1858 P. L. Henderson, Глазго. З 1865 «Burnham Tidal Harbour Comm» і продали в 1867 році. В 1874 році власник G. Burt, Poole. Здали на скрап в 1877 році. |
| 41          | 20.11.1858 / 1858          | Villa del Salto (Salto) GRT=215 159/ 20/ feet               | «Compañia Oriental de Navegación a Vapor Denominado “Salteña”», Сальто, Уругвай                                               | залізний колісний пароплав; паровий, колісний двигун 100 HP швидкість 16 вузлів                                      | Apollinario J dos Santos, зазначений покупцем, був наглядачем компанії на верфі Томсонів. Був озброєний і брав участь у війнах між Аргентиною, Уругваєм, Парагваєм, Бразилією в 1859-1865 роках і побував в військовиз флотах усіх цих держав. Близько 1860 року захопив Аргентинський військово-морський флот і перейменували в Salto. |
| 43          | 1859                       | Adela GRT=398 210/ 23/ feet                                 | «Ardrossan Steam Navigation Company»                                                                                          | колісний пароплав | |
| 44          | ???? / 1859                | Rangatira GRT=592 207/ 25/ feet                             | «Australasian Steam Navigation Company»                                                                                       | залізний колісний пароплав                                                                                           | У 1866 році встановили додаткове приміщення для розміщення пасажирів. 31 травня 1875 кораблетрощення біля Нщумея (англ. Noumea. |
| 45          | 10.01.1860 / 1860          | Olympus BRT=1794 276/ 36/ feet                              | «British & North American Royal Mail Steam Packet Company» (з 7 серпня 1878 року «Cunard Line»)                               | пасажирсько-вантажний пароплав; паровий, коливальний двигун, 270 HP                                                  | Подовжений в 1872 році. У 1891 році сдали на скрап. |
| 46          | 08.03.1860 / 1860          | Atlas GRT=1794 276-8/ 36-2/ 26 feet                         | John Burns, J. C. Burns and Charles McIver (mgr, C. McIver), Ліверпуль                                                        | пасажирський лайнер                                                                                                  | Вийшов в перший рейс 1 травня 1860 року. З 1860 до 1884 в трансатлантичному сервісі. У 1873 році перебудали і подовжили в Белфасті - GRT=2393, довжина 339 футів. З 1878 року в «Cunard Steamship Co.». З 1884 року в Середземноморскому сервісі. У 1898 році сдали на скрап. |
| 47          | 16.05.1860 / червень 1860  | Giraffe GRT=677 270,2/ 26/ футів                            | «G. & J. Burns Ltd», Глазго                                                                                                   | колісний пароплав | У 1862 році зареєстрований власник Едвард Пемброк (англ. Edward Pembroke, Лондон, був залучений в постачанні цілого ряду "блокадних бігунів" - пароплавів для прориву блокади. З 1862 року Giraffe в Конфедеративних Штатах Америки як "блокадний бігун" під новим ім'ям Robert E Lee, - пройшов через блокаду 14 разів. |
| 50          | 30.05.1860 / 1860          | Squirrel BRT=139,84 101,5/ 21,5/ футів                      | «British & North American Royal Mail Steam Packet Company»                                                                    | ліхтер | |
| 51          | 13.12.1860 / 1861          | Amalia GRT=1825 277/ 37/ футів                              | «Papayanni Brothers» | Загальний вантажний пароплав; паровий двигун                                                                         | У 1866 році потонув. |
| 53          | 08.05.1861 / 1861          | Fingal GRT=462; NRT=352 185,6/ 25,4 футів                   | David & Alexander Hutcheson і David MacBrayne, Глазго                                                                         | залізний пасажирсько-вантажний пароплав; двигун гвинтовий, 2-циліндровий, 120 NHP                                    | У листопаді 1861 року продали Джону Лоу (англ. John Low), діючого від Джеймса Буллок (англ. James Bulloch), Військово-морського флоту Конфедеративних Штатів. |
| 54          | 03.06.1861 / 1861          | Fairy GRT=151; NRT=87 149,4/ 21,0/ футів                    | David & Alexander Hutcheson і David MacBrayne, Глазго                                                                         | залізний колісний пароплав                                                                                           | У 1863 році потрапив до John Proudfoot & Matthew Grey, Глазго. З 1866 ??, Montevideo. |
| 55          | ???? / 1861                | Empress                                                     | «Lyle Still & Co» | колісний пароплав | |
| 56          | 03.07.1861 / 1861          | Villa del Salto GRT=314; NRT=239 173/ 23/ 9,2 футів № 43693 | Судновласник John Proudfoot, Глазго                                                                                           | залізний колісний пароплав; паровий, колісний, 2 циліндровий двигун, 110 NHP                                         | Потім в 1861 році в «Compañia Oriental de Navegación a Vapor», перейменований в “Salteña”, порт Salto, Уругвай. Colorado forces реквізовали в 1863 році, в часи Уругвайської громадянської війни, і озброїли. В грудні 1864 року заблокований бразильськими силами біля Paysandu. Leandro Gómez підпалив пароплав біля Paysandu, щоб запобігти його потрапляння до рук ворога.                                                                                  |
| 59          | 23.04.1862 / 1862          | Clidesdale                                                  | «David Hutcheson & Co.», Глазго                                                                                               | пасажирсько-вантажний пароплав; паровий двигун                                                                       | |
| 60          | 23.04.1862 / 1862          | City of Melbourn GRT=837; NRT=615 250.5/ 28.2/ футів        | «Australasian Steam Nav Co.» (Redfern & Alexander), Мельбурн                                                                  | пасажирсько-вантажний пароплав; паровий двох-циліндровий простий двигун ... складений в 1873 році                    | Обслуговував напрямок Мельбурн-Квінсленд. Пізніше зменшується сервіс - тільки перевезення вантажів, бо двигуни ненадійні. Зламаний в затоці Керосин (англ. Kerosine Bay), Сідней NSW. У 1898 році сдали на скрап. |
| 61          | 23.02.1864 / жовтень 1864  | Danmark Displ 4770                                          | Королівський Данський Військово-морський флот                                                                                 | броненосець (броньований фрегат)                                                                                     | Потребував багато вугілля і тому більше стояв, була спроба продати Імператорському військово-морському флоту Росії. З 1893 став барачним кораблем. У 1900 списали і сдали на скрап. |
| 62          | 22.01.1863 / 1863          | Corsica BRT=1134; NRT=681 223,3/ 32,2/ футів                | «British & North American Royal Mail Steam Packet Company» (з 7 серпня 1878 року «Cunard Line»)                               | залізний пасажирсько-вантажний пароплав; гвинтовий пароплав                                                          | З 1868 року в «Royal Mail Steam Packet Co.», Лондон. |
| 63          | 15.08.1863 / 1863          | Tripoli BRT=2057 292,5/ 38,2/ футів                         | «British & North American Royal Mail Steam Packet Company» (з 7 серпня 1878 року «Cunard Line»)                               | пасажирсько-вантажний пароплав - трансатлантичний лайнер; паровий, одно-гвинтовий двигун, 280 HP Швидкість 11 вузлів | Спочатку призначався для середземноморського сервісу, але потім, 9 серпня 1865 року, почав свій перший трансатлантичний рейс від Ліверпулю до Галіфаксу і Нью-Йорку. Кораблетрощення 17 травня 1872 року на скелі Таскар (англ. Tuskar Rock), Протока Св.Геогія (англ. St George's Channel), - без втрати життя людей. |
| 64          | 29.10.1863 / 1863          | Pampero Displ 2090                                          | Конфіскований Урядом | торгове судно | В грудні 1863 був конфіскований Урядом. У 1865 році Військово-морський флот Чилі купив судно у Британьського Уряду через «Isaac Campbell & Co.». У 1865 перепродали Військово-морському флоту Іспанії. |
| 65          | 19.05.1863 / 1863          | Iona BRT=368; NRT=168 249/ 25/ 9 футів                      | David & Alexander Hutcheson і David MacBrayne, Глазго                                                                         | колісний пароплав; паровий, двох-циліндровий, коливальний двигун Швидкість 18 вузлів                                 | З 1864 року в David McNutt (for Charles H Bostier, Richmond VA). Затонув 2 лютого 1864 року. |
| 66          | 11.11.1863 / січень 1864   | Southern Cross BRT=640; NRT=342 205/ 26/ 17,8 футів         | «Tasmanian Steam Navigation Company», Лонсестон                                                                               | | Зареєстрований в Лондоні 21 січня 1864 року. Пасажирсько-вантажний сервіс між Лонсестоном і Мельбурном, пізніше Хобартом і Мельбурном. |
|             | ???? / 1863                | Stirling BRT=368; NRT=168 249/ 25/ 9 футів                  | «D R MacGregor & Co Leith» | пасажирсько-колісний пароплав                                                                                        | |
| 68          | ???? / 1863                | Staffa                                                      | «David Hutcheson & Co.», Глазго                                                                                               | пасажирсько-вантажний пароплав                                                                                       | |
| 75          | ???? / 1864                | Rio de la Platte                                            | Uruguay Rivers Inpector | колісний пароплав | |
| 76          | 1864                       | Swan 165 reg                                                | «British & North American Royal Mail Steam Packet Company»                                                                    | ліхтер | |
| 77          | 10.05.1864 / 1864          | Iona BRT=393                                                | «David Hutcheson & Co.», Глазго                                                                                               | колісний пароплав | З 1864 в «David Hutcheson & Co.» (з 1879 року «David MacBrayne Ltd.»). У 1936 році продали на скрап. |
| 78          | 24.03.1864 / 1864          | Lilian BRT=438; NRT=246 226/ 26,2/ футів                    | Henry Lafone, Ліверпуль (для «Importing & Exporting Co of Georgia»)                                                           | залізний колісний пароплав                                                                                           | Блокадний бігун, з 1864 року в United States Navy. |
| 78          | 01.11.1864 / 1864          | Aleppo BRT=2057 292,5/ 38/ футів                            | («Burns & McIver») «British & North American Royal Mail Steam Packet Company», Ліверпуль, (з 9 липня 1878 року «Cunard Line») | пасажирсько-вантажний пароплав                                                                                       | У 1909 році здали на скрап. |
| 79          | 12.01.1865 / 1865          | Tarifa BRT=2057; NRT=1548 292.5/ 38/ 26,25 футів            | «Burns & McIver», Ліверпуль                                                                                                   | залізний пароплав | 03 березня 1865 року зареєстрували в Глазго. З 1874 року в «British & North American Royal Mail Steam Packet Company», Ліверпуль, (з 9 липня 1878 року «Cunard Steamship Co Ltd.»). Пасажирсько-вантажний лайнер в сервісі Ліверпуль-Нью-Йорк / Ліверпульl-Бостон. |
| 80          | 24.06.1865 / жовтень 1865  | Java BRT=2696 337/ 42/ футів                                | «British & North American Royal Mail Steam Packet Company» (з 7 серпня 1878 року «Cunard Line»)                               | пасажирсько-вантажний пароплав                                                                                       | У 1878 році продали «Red Star Line» і перейменували в Zeeland |
| 82          | 18.01.1865 / 1865          | Corcovado BRT=665; NRT=501 243,8/ 28,4/ футів               | Henry Lafone, Ліверпуль | залізний колісний пароплав                                                                                           | У 1865 році продали «Edward & John T Lawrence, », Ліверпуль. З 1868 року в закордонних судновласників. Серед записів Томсона з'являється нове ім'я судна Block Ader, але не ясно, чи був пароплав дійсно перейменований, - таким чином можливо став "блокадним бігуном" Block Ader. |
| 95          | 02.07.1866 / 1866          | Siberia BRT=2605 320/ 39/ feet                              | «British & North American Royal Mail Steam Packet Company» (з 7 серпня 1878 року «Cunard Line»)                               | пасажирсько-вантажний пароплав                                                                                       | У 1880 році продали Іспанії і перейменували в Manila. |
| 88          | 12.04.1866 / 1866          | Chevalier BRT=295 210/ 22/ 9,5 футів                        | «David Hutcheson & Co.», Глазго                                                                                               | колісний пароплав; паровий, двох-циліндровий, коливальний двигун, 150 NHP                                            | Побудували для «David Hutcheson and Co.», яка з 1879 року переформується в «David MacBrayne Ltd.»). Використовували для пасажирського сервісу. У 1927 році продали на скрап. |
| 87          | 03.05.1866 / 1866          | Gondolier BRT=173                                           | «David Hutcheson & Co.», Глазго                                                                                               | колісний пароплав; паровий, двох-циліндровий, коливальний двигун і 2 локомотивних бойлера                            | Побудували для «David Hutcheson and Co.», яка з 1879 року переформується в «David MacBrayne Ltd.»). У 1939 році продали на скрап. |
| 92          | 01.06.1866 / 1866          | Linnet BRT=33,69 80/ 16,2/ 2,8 футів                        | «David Hutcheson & Co.», Глазго (D. Hutcheson, Alex Hutcheson і David MacBrayne спільно)                                      | пасажирський пароплав; паровий, два комплекти 2-циліндрових простих перевернутих двигунів з двома гвинтами           | Для літнього сервісу по каналу Кринан (англ. Crinan). З 1929 року в «Glasgow Motor Boat Racing Club». Затонув в шторм в січні 1932 року. |
| 93          | 1867 / 20.03.1867          | Russia BRT=2960                                             | «Cunard Line» | пасажир | У 1880 році продали «Red Star Line» і перейменували в Waesland. |
| 108         | ???? / 1868                | Hebe                                                        | Судновласник Charles McIve | парова яжта | |
| 107         | ???? / 1868                | Ade Beatrice                                                | Судновласник S T Cooper | парова яжта | |
| 100         | 04.07.1867 / вересень 1868 | Samaria (I) BRT=2574; NRT=1694 320.6/ 39.5/ 26.6 футів      | «John Burns, J. C. Burns & Charles McIver, Glasgow & Liverpool»                                                               | залізний пароплав, трансатлантичний лайнер                                                                           | З 1874 року «John Burns, J. C. Burns, Charles McIver and Samuel Cunard». З 1878 року «Cunard Steamship Company». У 1902 році списали і продали на скрап в Італію. |
| 101         | ???? / 1868                | Clanranald 1243 BRT                                         | «Kidston, Ferrier-Kerr and Black» чи «Kidston & Co», Глазго                                                                   | трищогловий барк із залізним корпусом                                                                                | У 1875 році продали «General Shipping Co.» в Глазго для лінії «Loch Line» і перейменували на Loch Rannoch. |
| 99          | ???? / 1869                | Stamboul                                                    | «J. & G. Thomson» | пароплав | |
| 112         | ???? / 1870                | Clansman (II)                                               | «David Hutcheson & Co.» | пасажирсько-вантажний пароплав                                                                                       | |
| 110         | 03.03.1870 / травень 1870  | Abyssinia BRT=3376                                          | «British & North American Royal Mail Steam Packet Company» (з 7 серпня 1878 року «Cunard Line»)                               | пасажир | У 1880 році «Cunard Line» продав Abyssinia в «Guion Line». |
| 109         | 07.10.1869/ січень 1870    | Orissa (Erissa) GRT=1256; NRT=1192 225,2/ 35,3/ 21,4 футів  | «John Kerr & Co», Грінок | залізний трьох-щогловий вітрильник                                                                                   | З 1895 року O. Lohne, Mandal, Норвегія. |
| 111         | 12.07.1870 / вересень 1870 | Algeria BRT=3428                                            | «British & North American Royal Mail Steam Packet Company» (з 7 серпня 1878 року «Cunard Line»)                               | пасажир | У 1882 році продали «Red Star Line» і перейменували в Pennland (I). |
| 115         | 10.01.1871 / 1871          | Gothland GRT=1482; NRT=643 250/ 31/ 23,9 футів              | «Leith Hull & Hamburg Steam Packet Company», Leith                                                                            | залізний пароплав | Обслуговував лінії: «Passenger & cargo, South Africa service», потім (з 1877) «Liverpool and Hamburg». |
| 123         | ???? / 1871                | Maggie                                                      | «J. & G. Thomson» | пароплав | |
| 116         | ???? / 1871                | Iceland                                                     | «Leith Hull & Hamburg Steam Packet Company», Leith                                                                            | пасажирсько вантажний пароплав                                                                                       | |
| 121         | 09.04.1872 / 1872          | Trinidad BRT=1899 307-5/ 34-1/ футів                        | «British & North American Royal Mail Steam Packet Company», Ліверпуль                                                         | пасажирсько-вантажний пароплав                                                                                       | З 15 серпня 1878 року в Cunard. В 1898 році пішов на дно. |
| 122         | 1872                       | Demerara BRT=                                               | «British & North American Royal Mail Steam Packet Company», Ліверпуль                                                         | пасажирсько-вантажний пароплав;                                                                                      | З 7 серпня 1878 року «Cunard Line» |

## Судна побудовані компанією «J. & G. Thomson» на новій верфі біляКлайдбанку(1872-1897).
| № за вер-фю | Рік спуску на воду / Рік здачі | Ім'я                | Тоннаж      | Компанія, яка отримала судно                                | Тип судна                                   | Статус / Доля |
| 128         | 04.03.1874 / 08.08.1874        | Bothnia (I)         | 4557 BRT    | «Cunard Line»                                               | пасажир                                     | У 1898 році списали і продали на скрап. |
| 129         | 28.10.1874 / 01.05.1875        | Scythia (I)         | 4557 BRT    | «Cunard Line»                                               | пасажир                                     | У 1898 році списали і продали на скрап. |
| 150         | 1877                           | Loch Ryan           |             | «General Shipping Co.», Глазго                              | барк із залізним корпусом                   | Побудували для «General Shipping Co.», щоб використати на лінії «Loch Line». У 1909/1910 роках продали Уряду Вікторії, Мельбурн, і змінили назву на John Murray.                                                                 |
| 162         | 09.04.1878 / 1878              | RMS Columba         | 543 BRT     | «David Hutcheson & Co.»                                     | колісний пароплав                           | З 1878 в «David Hutcheson & Co.», яка з 1879 року стає «David MacBrayne Ltd.». У 1934 році продали на скрап. |
| 163         | 12.11.1878 / 1879              | Gallia              | 4809 BRT    | «Cunard Line»                                               | пасажир                                     | 1897 році продали «Beaver Line» |
| 179         | 01.03.1881 / ????              | Servia (I)          | 7391 BRT    | «Cunard Line»                                               | пасажир                                     | У 1901 році списали і продали на скрап. |
| 180         | 14.05.1881 / влітку 1881       | Catalonia           | 5588 BRT    | «Cunard Line»                                               | пасажир                                     | У 1901 році списали і продали на скрап. |
|             | 1881                           | Claymore            |             | «David MacBrayne Ltd.»                                      | пароплав                                    | |
|             | 1881                           | Spartan             |             | «Union Steam-ship Company's Cape of Good Hope mail service» | пароплав                                    | Побудували і забезпечили двигуном. |
| 186         | 03.06.1882 / 13.09.1883        | Pavonia             | 5588 BRT    | «Cunard Line»                                               | пасажир                                     | У 1900 році списали і продали на скрап |
| 187         | 26.12.1882 / 23.06.1883        | Aurania (I)         | 7269 BRT    | «Cunard Line»                                               | пасажир                                     | У 1905 році списали і продали на скрап |
|             | 1884                           | America             | 5528 BRT    | «National Line»                                             | бриг з двома димовими трубами               | Виграв Блакитну Стрічку Атлантики в квітні 1884 року. Це одно з багатьох рекордних суден вигравших Блакитну Стрічку Атлантики |
|             | 1885                           | Grenadier           |             | «David MacBrayne Ltd.»                                      | колісний пароплав                           | |
|             | 1887                           | Reina Regente       |             | крейсер                                                     | Військово-морський флот Іспанії             | Був закладений в червні 1886 року. Спустили на воду в 1887 році. 22 жовтня 1895 року зник безвісти - загинув у штормову погоду на переході з Танжера до Кадису.                                                                  |
| 240         | 15.03.1888 / влітку 1888       | City of New York    | 10499 BRT   | «Inman Line»                                                | пасажир                                     | З 1893 року в «American Line», яка під «INC», і змінили назву на New York. У 1920 списали. |
| 242         | 15.08.1888 / 07.12.1888        | Friesland           | 7116 BRT    | «Red Star Line»                                             | пасажир                                     | |
| 241         | 20.10.1888 / 03.04.1889        | City of Paris       | 10499 BRT   | «Inman Line»                                                | пасажир                                     | З 1893 року в «American Line», яка під «INC», і змінили назву на Philadelphia. У 1920 списали. |
| 252         | 1890                           | Stella              |             | «Cunard Line»                                               |                                             | Це 252 судно за номером, яке вийшло з верфі Томсонів |
|             | 04.06.1890 / 01.01.1891        | Chiyoda             | Displ 2478  | Імперський флот Японії                                      | броненосний крейсер                         | Брав участь в японо-китайській війні 1894-1895 років і в російсько-японській війні. 27 січня 1904 року брав участь у бою з крейсером «Варяг» і канонерським човном «Кореєць» у Чемульпо. Брав пасивну участь в Цусимській битві. |
|             | 1891                           | Jupiter             |             |                                                             | лінкор                                      | |
|             | 1892                           | Sannox              |             |                                                             | колісний пароплав                           | |
|             | 11.03.1892 / 17.10.1893        | HMS Ramillies       | Displ 15000 | Королівський військово-морський флот Великої Британії       | бронепалубний крейсер класу Royal Sovereign | |
|             | 1892                           | HMS Alarm           |             | Королівський військово-морський флот Великої Британії       | торпедний канонерський човен класу Alarm    | Спустили на воду в 1892 році. Продали в 1907 році. Але в деяких джерелах не «J. & G. Thomson» побудувала. |
|             | 1894                           | Kensington          | 8669 BRT    |                                                             | «American Line»                             | «American Line» під «INC», у 1895–1903 роках пароплав віддали під фрахт в компанію «Red Star Line»; списали в 1910 році. |
|             | 1895                           | Duchess of Rothesay | 338 BRT     | колісний пароплав                                           | «Caledonian Steam Packet Company»           | Не повернувся після Другої Світової війни |
|             | 27.05.1895 / 24.03.1898        | HMS Terrible        | Displ 14200 | Королівський військово-морський флот Великої Британії       | бронепалубний крейсер класу Powerful        | Спустила на воду в 1895 році «J. & G. Thomson Ltd.». Будівництво закінчено в 1898 році консорціумом «Clydebank Engineering and Shipbuilding Co.»                                                                                 |
|             | 18.11.1895 / травень 1897      | HMS Jupiter         | Displ 16060 | Королівський військово-морський флот Великої Британії       | лінкор додредноутного типу класу Majestic   | Спустила на воду в 1895 році «J. & G. Thomson Ltd.». Будівництво закінчено в тарвні 1897 році консорціумом «Clydebank Engineering and Shipbuilding Co.».                                                                         |
|             | 20.03.1897 / 23.11.1899        | HMS Europa          | Displ 11000 | Королівський військово-морський флот Великої Британії       | бронепалубний крейсер класу Diadem          | Судно почала будувати «J. & G. Thomson Ltd.»; спустили на воду 20 березня 1897; будівництво закінчив консорціумом «Clydebank Engineering and Shipbuilding Co.»                                                                   |